# 沪渝蓉高速铁路
沪渝蓉高速铁路，为区别沪汉蓉快速客运通道，也习惯称其为沿江高速铁路，是中国高速铁路“八纵八横”主通道中沿江高铁通道的主线部分。起自上海宝山站，途经江苏、安徽、湖北、重庆、四川4省2市，止于成都站。项目全长约2000公里，全线新建时速350公里高速铁路，投资估算约4000亿元。
新建沪渝蓉高速铁路工程总共分为5个独立项目，自东向西依次为上海至合肥段、合肥至武汉段、武汉至宜昌段、宜昌至涪陵至长寿段和重庆至成都段，另同步建设武汉枢纽直通线及相关工程。除宜昌至涪陵段前期工作启动较晚外，其他段落均计划2022年底前开工。受宜昌至涪陵段以及崇明过江通道施工难度大工期较长，南通至宜昌和重庆至成都段有望在2027年底前建成通车，近期可通过沪苏通铁路和沪宁沿江高速铁路引入上海虹桥站，全线预计在2029年底前建成。
目前上海至成都最快的动车组运行时间约11个小时，且线路经徐兰、西成客运专线绕行西安。而经宜万铁路动车则需要13-14小时左右。全线建成通车以后，上海至成都的高铁运行时间将缩短至8小时以内；重庆北至上海虹桥总里程约1700公里，运行时间将缩短至7小时以内。

## 规划历程
2013年9月，中华人民共和国国务院发布《s:长江经济带综合立体交通走廊规划（2014－2020年）》，首次提出规划建设上海至南京、合肥、武汉、重庆至成都的沿江高速铁路。
2014年9月25日，《国务院关于依托黄金水道推动长江经济带发展的指导意见》发布，指出将建设上海经南京、合肥、武汉、重庆至成都的沿江高速铁路通道。
2016年7月和2017年11月，国家发展改革委分别发布了《中长期铁路网规划》（2016-2025）和铁路十三五发展规划，沪渝蓉高铁如合武高铁、渝宜高铁等大部分段落均未被纳入。
2018年7月17日，推动长江经济带发展领导小组发布《推动长江经济带沿江高铁通道建设实施方案》，正式规划沿江高铁通道，并确定其由成都、重庆—万州—宜昌—荆门—武汉—合肥—南京—上海构成，全线设计时速为350公里，并明确了沿江高铁发展的三个阶段及目标任务。
2020年12月20日，负责推进沿江通道主线沪渝蓉高速铁路建设并管辖相关线路的长江沿岸铁路集团股份有限公司在武汉市成立。

## 路線

### 上海—南京—合肥段
该段自上海宝山站至合肥南站全线运营长度554.59公里，新建线路519.87公里。全线共设车站17座，其中新建11座，利用既有站1座。项目投资总额1800.2亿元。2022年9月28日，北沿江高铁开工，建设工期上海宝山站（含）至启东西站（不含）段7年，启东西站（含）至合肥南站段5年。

### 合肥—武汉段
该段自合肥南站至武汉天河站正线全长360.517公里，其中新建正线330.117公里，利用既有沪汉蓉快速客运通道30.4公里。安徽省境内新建3座车站，利用既有2座车站。湖北省境内新建2座车站，改扩建既有2座车站。正线自武汉天河站以西的芦港线路所与汉宜高速铁路（武宜段）贯通。

### 武汉—宜昌段
该段起自汉口站，正线自芦港线路所与合武高速铁路（合武段）贯通，线路全长313.8公里，其中新建线路295.9公里，设计速度350公里/小时；设8座车站，项目估算总投资522.7亿元，计划工期4年，为沪渝蓉高铁进度最快且最先开工的一段，于2021年9月25日开工。该项目原计划由武汉至天门至荆门段和荆门至宜昌段两部分组成，2020年后两段合并统一规划建设；其中荆门至宜昌段近期与呼南通道共线，预留三四线条件，中长期呼南通道将在预留基础上单独设线。

### 宜昌—重庆段
该段自宜昌北站至涪陵北站，新建正线长度441.1公里。项目同步推进涪陵北至长寿北段前期工作，长寿北至重庆北近期规划利用渝万城际铁路，远期规划新建重庆北经江北机场至长寿北段。全线拟设10座车站。由于沿线地质复杂，本段是沪渝蓉高铁建设难度最大的区段，预计将在2024年底前开工，建设工期或将达6年。在渝宜段建成通车前，上海至川渝方向将要借道郑渝高速铁路和成达万高速铁路。

### 重庆—成都段
该段自成都站至重庆北站，全线长约292公里，项目总投资692.73亿元，设计时速350km/h，其中简州至铜梁段预留400 km/h。原计划利用部分成达万高铁路段，由成都东站引出；后更改设计方案为自成都站经成都铁路枢纽至重庆北站的现方案。全线共设8座车站，新建6座，利用既有车站2座。。